# Lagnan
Lagnan är en sjö i Finland. Den ligger på ön Halsön i kommunen Korsnäs i landskapet Österbotten, i den sydvästra delen av landet, 400 km nordväst om huvudstaden Helsingfors. I omgivningarna runt Lagnan växer i huvudsak blandskog. Arean är 2,6 hektar och strandlinjen är 1,08 kilometer lång. Sjön  ingår i södra delen av Norra Kvarken. 